# Luci Gutiérrez
Luci Gutiérrez   (Barcelona, 1977) és una dibuixant i il·lustradora catalana. El 2023, va ser guardonada amb el Premi Nacional d'Il·lustració que concedeix el Ministeri de Cultura i Esport.

## Trajectòria
Gutiérrez va iniciar la seva carrera artística després d'acabar els estudis d'il·lustració a l'Escola Massana de Barcelona en 2001. Després d'una incursió en la il·lustració eròtica, amb el llibre d'imatges Kamasutra, va col·laborar amb una editorial italiana participant en els llibres Miss Galassia, d'Stefano Benni, L'albergo delle fiabe, d'Elio Pecora i La Valigia delle carabattole, de Liudmila Petruixévskaia.
En 2007, va passar un temps a Nova York, on les seves dificultats amb l'anglès la van portar a publicar el 2013 English Is Not Easy, un llibre dissenyat precisament per a ensenyar anglès que ha estat publicat en més de 10 països. El 2015, va crear les il·lustracions per al llibre Las mujeres y los hombres, amb idea i text de l'Equip Plantel.
Ja el 2019, Gutiérrez va llançar Manual de autodefensa, el seu segon llibre d'autoria independent. A aquesta obra, amb algunes de les seves vinyetes publicades a la Revista de verano d'El País després que el llibre sortís, comparteix pensaments sobre la vida diària mitjançant la il·lustració, combinant la sàtira, l'humor i temes reflexius.
Les seves il·lustracions han format part de campanyes de projectes per a clients com el Departament de Treball de la Generalitat de Catalunya, la Universitat Autònoma de Barcelona, la Fundació "la Caixa" o l'ONCE, entre d'altres. A més, ha estat col·laboradora de diarirs estatunidencs com The New York Times, The Washington Post, The Wall Street Journal, o en les revistes Time i The New Yorker.

## Obra
- 2004 – Valentí, el clandestí. De Meri Torras. Editorial La Galera. ISBN 9788424695729.
- 2004 – Un Príncep massa encantat i altres personatges amb problemes. RBA Editores. ISBN 978-84-7871-188-8.
- 2006 – Kamasutra. Artichoke Ediciones. ISBN 9788493473549.
- 2007 – L’albergo delle fiabe. De Elio Pecora. Orecchio Acerbo.
- 2008 – Miss Galassia. De Stefano Benni. Orecchio Acerbo.
- 2010 – La valigia delle carabattole. De Liudmila Petrushévskaia. Orecchio Acerbo.
- 2013 – English is Not Easy: A Guide to the Language. Blackie Books. ISBN 9788494140945.
- 2015 – English Is Not Easy: A Visual Guide to the Language. Editorial Avery. ISBN 978-1592409235.
- 2015 – Las mujeres y los hombres. Editorial Media Vaca. ISBN 978-84-943625-3-8.
- 2019 – Manual de autodefensa. Blackie Books. ISBN 9788417552480.

## Reconeixements
El 2016, el seu treball va ser premiat a Communication Arts Illustration Annual per la imatge del catàleg de la col·lecció El cuarto de las maravillas de l'editorial Turner.
La Societat d'Il·lustradors de Nova York va seleccionar el seu cartell del congrés Generar cossos de la Universitat Autònoma de Barcelona el 2010 per a incloure'l en el número 54 de la revista especialitzada American Illustrators. Posteriorment, el desembre de 2017, Gutiérrez va ser guardonada amb el premi Gràffica que atorguen anualment professionals espanyols del disseny i de la comunicació visual juntament amb la revista de disseny Gràffica com a reconeixement a la cultura visual que es realitza a Espanya.
En 2022, Gutiérrez va ser la responsable de dissenyar el cartell de la 37 edició del Festival Internacional de Cinema de València Cinema Jove que s'organitza anualment a la capital del País Valencià.
El juny de 2023, el Ministeri de Cultura i Esport d'Espanya va reconèixer a Gutiérrez amb el Premi Nacional d'Il·lustració. El jurat va destacar "la seva excepcional trajectòria i per ser una de les artistes més excel·lents en el panorama actual, referent de la il·lustració espanyola dins i fora de les nostres fronteres".